# Lac-Mégantic
Lac-Mégantic este un oraș canadian din provincia Québec, situat pe malul lacului Mégantic. Localitatea este sediul municipalității regionale a comitatului Le Granit și a distrinctului judiciar Mégantic.

## Istorie
Inițial denumit Megantic, orașul a fost fondat în 1884, după ce Canadian Pacific Railway a început construcția segmentului final de cale ferată Montreal-Saint John, New Brunswick. Linia a fost finalizată în 1889, și a fost operată de către International Railway of Maine, o filială a CPR. Megantic a fost locul de întâlnire a două căi ferate la acea dată: Canadian Pacific Railway și Quebec Central Railway. Linia CPR a fost mult mai importantă, deoarece a favorizat un transport mai mare de mărfuri și de călători.

### Accidentul feroviar din 2013
Accidentul a avut loc pe 6 iulie 2013, ora locală 01:15, când cel puțin patru vagoane-cisternă încărcate cu țiței au explodat în centrul orașului, determinând evacuarea a cel puțin 2.000 de persoane și distrugerea totală sau parțială a circa 40 de clădiri.. 42 persoane au decedat, peste 5 de persoane fiind date dispărute.